# コネクト (NHK広島)
『コネクト』（CONNECT）は、NHK広島放送局（拠点局）が、2022年4月8日より放送している、中国地方向けの情報番組。
2021年度まで放送されていた「ラウンドちゅうごく」に代わる中国地方向けの地域情報番組で、「コネクト=つなぐ」ことを目指して、中国地方の様々な地域課題と向き合いながら、それを解決するための様々な意見を視聴者から募り、中国地方の地域の魅力を再発見していくことを目指す。

## 放送日時
（いずれもNHK総合テレビジョン）
初回放送
- 金曜日（祝日・特番など特定日を除く）19:30 - 19:57
  - 不定期で木曜日の同時刻に放送する場合あり（2022年7月14日など）

再放送
- 土曜日（同上）7:30 - 7:55、または11:15 - 11:40[1]

特記事項
- 初回放送と土曜日7:30からの再放送は、年40本程度の放送のうち、20本程度（月平均2回程度　概ね第1・3週分）は広島県域向け放送となり、その場合は、岡山・山陰2県・山口では県別番組を送る。また、県別番組の放送日に、広島局でも別の県域向け番組を企画・放送することがある。
  - NHK岡山放送局：『@okayama』
  - NHK鳥取放送局・NHK松江放送局：『さんいんスペシャル』[2]
  - NHK山口放送局：『Yスペ』

※ただし、これら県別差し替え放送が行われた場合でも、上記のどちらかの枠で本番組または広島県向けの別番組を中国5県に改めて放送する場合（特に広島県向け番組の場合は、他県向けには初回放送扱い）もある。また、広島放送局でも上記の各県域番組を上記のどちらかの枠などで、広島県ローカルまたは広島局送出による中国地方全域向け（制作局では再放送扱い）のいずれかで遅れ放送することがある。
またまれに、NHKプロ野球の広島東洋カープ関係の試合が生中継される場合（この場合は金曜日の地域放送枠以外に他の地域独自の差し替え放送日が設定されることがある[3]）に、当番組の冠を付けた「コネクト・カープ中継」として放送を実施した例がある。
『あのときを取材中』『かが屋の発見! 職人クエスト』など、中国地方の2局（場合によっては広島局も参加）が共同制作する番組は、『コネクト×@okayama』、『@okayama×さんいんスペシャル』などの名義で、番組名の当該局で放送された後、改めて中国地方全域で放送されることがある。
- 2022年6月4日（土曜）0:00 - 0:25（3日深夜）にはNHK BS1の『中国地方推し!』で、5月20日放送分の『ためしてカイケツ!!～“つながる実験場”が地域を変える～』が全国放送された（0:25 - 0:50は『さんいんスペシャル 鳥取の兼業が熱い! ～見えてきた新たな光～』を放送）。
- 企画によっては、広島局と上記中国地方各局との共同制作や広島局以外の局の単独制作となる場合があるが（広島局・山口局共同制作で2022年6月25日放送の『世界をリード! 中国地方のがん治療』や、鳥取局制作で2022年10月1日放送の『“戦争漫画家”水木しげるのメッセージ』、広島局制作（松江局協力）で2023年6月30日放送の『コネクト×さんいんスペシャル』「かが屋の発見!職人クエスト QUEST1」、広島局・岡山局共同制作で2023年7月14日放送の『コネクト×@okayama』「コネクトドキュメント 広島×岡山」など）、この場合も番組送出は広島局が担当する。
- 2023年5月20日（土曜）0:45 - 1:30（19日深夜）には、5月19日放送分（19:57 - 20:42・中国地方向け）の『開幕!G7サミット“ヒロシマ”の思いは届くのか』が全国放送された。
- 2023年8月4日は、コネクト『いのちのうたフェス2023』（19:30-20:42・中国地方）として放送された[4]。
- 2024年12月20日には、広島県ローカルの特別番組として「#広島推し〜みんなの“推し”でつくるテレビ〜」が放送された。 番組には広島に関係のある多くの著名人が出演し、司会はNHKエグゼクティブアナウンサーの小野文惠（府中市出身）が担当した。スタジオゲストとしてお笑い芸人のかが屋（賀屋が呉市出身）、広島テレビ元アナウンサーの馬場のぶえ、俳優の井上祐貴（広島市出身）、プロサッカー選手で元日本代表の青山敏弘が出演。  VTRには、井上と共演をした女優の尾碕真花やミュージシャンの世良公則（福山市出身）、広島ドラゴンフライズの朝山正悟、ポルノグラフィティ（共に因島市出身）、サンフレッチェ広島F.Cの越道草太（広島市出身）、川辺駿（広島市出身）、山崎大地（廿日市市出身）、CHEMISTRYの堂珍嘉邦（安芸高田市出身）、俳優の村田雄浩、ミュージシャンでカープの試合前に国歌斉唱もした足袋井直弘（府中町出身）、手形コレクターの清古尊（廿日市市出身）、子ども食堂のパイオニアの中本忠子（江田島市出身）などが出演者として名を連ねた。  ナレーションはシンガーソングライターのHIPPY（広島市出身）が担当した。
  - 同日の中国地方4県では、19:30 - 19:57に、岡山局では『@okayama／小さな旅 船とともに 岡山県瀬戸内市牛窓町（全国向け番組の再放送）』を、松江局・鳥取局は『さんいんスペシャル 島根原発再稼働 安全は確保されるのか』（改めて2025年1月11日〈土曜日〉11:25 - 11:54に中国地方全域で放送〈松江局・鳥取局は再放送扱い〉）を、山口局は『Yスペ!＆さんいんスペシャル あのときを取材中 山口＆鳥取』（制作には広島局も参加。広島局・松江局・鳥取局を含む中国地方全域での放送は未定）を、19:57 - 20:42は『チコちゃんに叱られる!』（広島局は翌21日9:00 - 9:45の再放送が初回放送扱い）を放送した。
- 2025年7月18日は、広島局のみで、19:30 - 19:57に「1975 カープ初優勝とわたし」を、19:57 - 20:42に「瀬戸内発！“海事立国ニッポン”の逆襲」（NHK松山放送局との共同制作。同局を含む四国ブロックでは『四国らしんばんスペシャル』として7月11日の19:30 -20:14に放送。中国ブロックでは7月20日〈日曜〉13:30 - 14:15に放送）の2本連続で放送した（ゲスト：彩風咲奈・田中進〈愛媛大学船舶海洋工学センター長〉、キャスター：小野文惠・田中寛人、ナレーション：竹中直人）。ナレーションとテロップの番組名は、『コネクトスペシャル』と『四国らしんばんスペシャル』とそれぞれで変えていた。
  - 7月18日の他の中国地方4県では、前半枠は、岡山局では『@okayama 私は、岡山の被爆2世 あの日を知らない自分にできること』を、山口局では、『Ｙスペ! 岩合光昭の世界ネコ歩き 4Kスペシャル・萩』（2024年にNHK BSで放送した内容の再編集分を2週連続）、松江局・鳥取局では『さんいんスペシャル 荒波もともに ～障害者就労支援の現場から～』を、後半枠では通常通り『チコちゃんに叱られる!』（広島局では翌日8:15からの再放送が初回放送扱い）を放送した。

## 出演
全員広島県出身。小野はアナウンサーデビュー時にNHK山口放送局での勤務経験があり、それ以来の中国地方向け番組の出演である。
司会
- 小野文惠（NHK広島放送局アナウンサー）

レギュラーゲスト
- 永瀬莉子（女優）
- ゆうたろう（モデル・俳優）
- スケジュールの都合などにより、どちらか1人の出演やリモート出演、他のゲストの単発出演となる場合あり（永瀬のみ出演した2022年5月13・20日と、ゆうたろうのみ出演した同年5月27日、HIPPYが出演した同年9月9日・2023年4月7日など）
- その他、取材に当たった中国地方各地の放送局のアナウンサー・記者や、特集テーマに関係する専門家などをゲストに招く。
- 不定期で、かつてブラタモリと鶴瓶の家族に乾杯の合同特番の司会を担当したことがある小野が中国地方各地の観光名所や隠れたスポットを訪ねる「ブラフミエ」と題したオールロケ企画も放送されることがある。
- 2024年度は、スタジオパートがなく、小野がロケ先からVTR出演、またはナレーションのみ担当の全編VTR企画となる頻度が増加している。